# Hughenden Manor

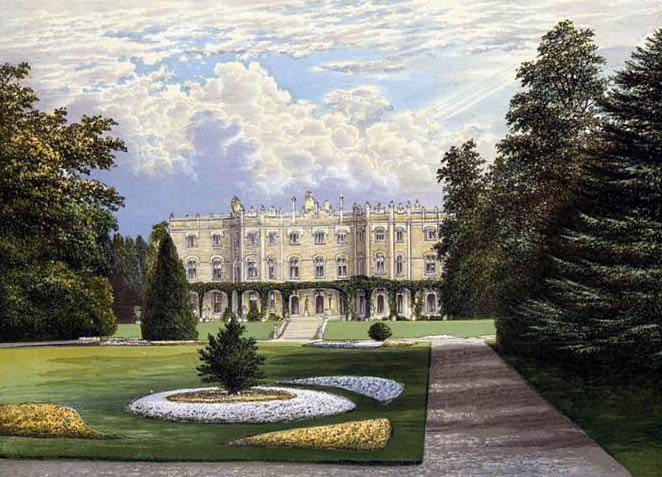
Hughenden Manor en 1880.

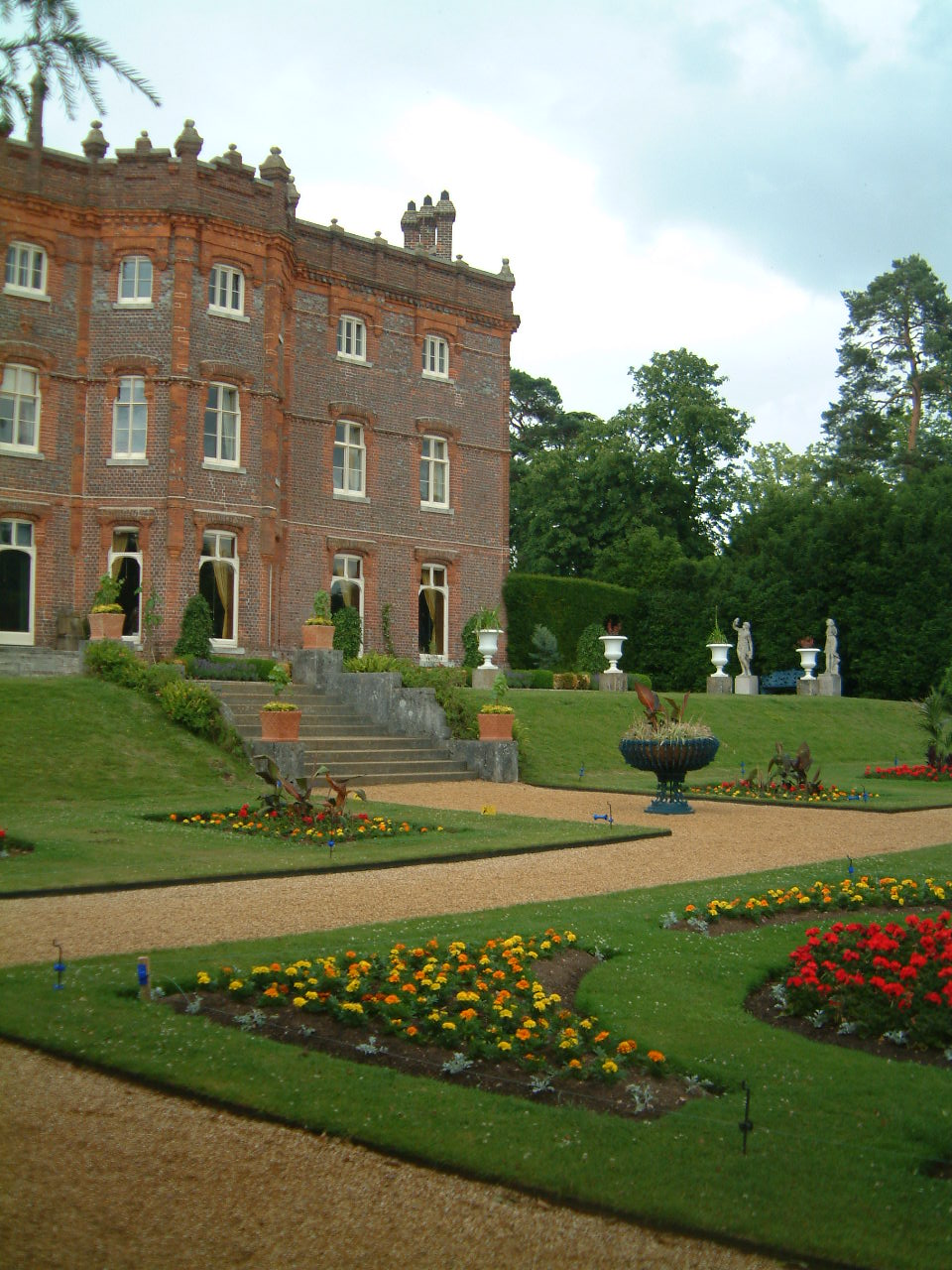
Hughenden Manor.

Hughenden Manor es una mansión georgiana de ladrillo rojo, localizada en High Wycombe, en el condado de Buckinghamshire, en Inglaterra, y es una propiedad del National Trust abierta al público, como la mayoría de las propiedades del National Trust, entre los meses de marzo y octubre y en ocasiones especiales.
La casa se encuentra en la cima de la colina que está al oeste de la carretera principal (A4128) que une Hughenden con High Wycombe, desde donde tiene espectaculares vistas de la campiña de Chiltern. Se encuentra a 2,4 km al norte de la ciudad de High Wycombe y a 3,2 km de la estación de ferrocarril.
Se tiene constancia de que el señorío de Hughenden ya existía en 1086, cuando antiguamente parte de las tierras de Queens Edith’s estaban en posesión de William hijo del Obispo de Bayeaux, y estaban valoradas en impuestos en 10 pieles.
Benjamín Disraeli, primer ministro Británico (de 1874 a 1880 y conde de Beaconsfield en 1876), que vivió cuando era una niño en el cercano Bradenham, compró la casa señorial en 1848, con la ayuda de un préstamo de 25.000 libras (equivalente a 1.500.000 de libras de hoy en día), a Lord Henry Bentinck y Lord Titchfield, ya que como líder del Partido Conservador "era esencial representar a un condado", y los miembros del condado tenían que ser propietarios de tierras. Él y su mujer Mary Anne Disraeli, se alternaban entre Hughenden y sus muchas casas de Londres.
La actual estructura fue erigida a finales del siglo XVIII. La arquitectura de la casa no tiene complicaciones, construida con tres plantas, tiene en la baja los salones para las recepciones. Cuando Disraeli compró la casa era plana y estucada. En 1862 los Disraeli la remodelaron por completa, los cambios fueron diseñados por el arquitecto E P Lamb. Lamb es el responsable de los motivos góticos dentro y fuera de los parapetos ornamentales, que esconden el tejado. El ala este no fue construida hasta después de la muerte de Disraeli cuando la casa estaba en posesión de su sobrino Coningsby. Disraeli estaba muy contento con la remodelación y señaló que "la casa tenía una nueva forma y un nuevo carácter", y pasó a decir que creía que no iba a ser "restaurada como estaba después de la Guerra Civil.". Como la casa no fue originalmente construida hasta inicios del siglo XIX ese escenario habría sido difícil.
La casa, sus parques y bosques ocupan una superficie de 607,5 ha. El antiguo jardín que fue diseñado por Lady Beaconsfield (la Reina Victoria dio a Anne el título de Vizcondesa en 1868, fue restaurado en condiciones similares cuando fue ocupado por los Disraeli. La larga terraza en la parte trasera de la casa está decorada con jarrones de Florencia. Mary Anne levantó un obelisco en una colina cercana, visible desde la casa, en 1862 en memoria de su suegro.
Lady Beaconsfield murió en 1872, y Disraeli en 1881; ambos fueron enterrados en una bóveda bajo la iglesia, a la que se puede acceder desde la iglesia. La iglesia contiene un memorial en honor del Conde que fue erigido por la Reina Victoria: la única ocasión en que un monarca que está reinando ha erigido un memorial a alguien. La propiedad pasó a manos del hermano de Disraeli Ralph, y posteriormente al hijo de este Coningsby.
Durante la II Guerra Mundial, Hughenden Manor fue usad como una basa secreta de la inteligencia, cuyo nombre en clave era “Hillside”.
La Casa Señorial fue donada al Nacional Trust en 1949, cuando la Sociedad Disraeli, contribuyó con algunos fondos para permitir que la casa fuera adaptada para la visita de público. Está decorada como se supone que estaba cuando estaba ocupada por los Disraeli. Contiene una colección de souvenires, incluyendo retratos de la familia, muebles del propio Disraeli, una biblioteca incluye una colección de las novelas de Disraeli y una escrita y firmada por la Reina Victoria junto con numerosos libros que heredó de su padre Isaac D'Israeli. 

## Referencia y notas
1. ↑  Robert Blake, Disraeli, 250–253.
2. ↑  This and the preceding quote are from "Hughenden Manor" by Carew W Wallace. Published by the National Trust. 1965 Edition